# Szuprematizmus
A szuprematizmus a modern képzőművészet egyik kifejezése.

## Története
Minden tárgyi vonatkozást elvető geometrikus absztrakció, a kubizmusból alakult ki. Malevics ezzel a névvel illette a maga festői törekvését. 1913-tól kezdve képeit csak körökből és négyzetekből alakította ki. Nála ezek jelentették a nyelvet, szerinte ezekkel fejezhető ki a tiszta érzékenység, ami mindenek felett áll, ezért elnevezte művészetét szuprematizmusnak. 1918-ban festett egy egész sorozat „fehéren fehéret”. A fehér olyannak a szimbóluma, amiben minden szín feloldódik, elveszik a kozmikus térben, ezért Malevics Fehér alapon fehér négyzet című alkotása az életünk túloldalán levő világ látszatának gondolata. Ez a kép volt az első szuprematista festmény.
Malevics többek között Majakovszkij közreműködésével 1915-ben kiadta szuprematista manifesztumát. Szerinte a tiszta élet és érzelem, melyet ez a stílus fejez ki, kiindulópontja egy új művészetnek, amely megszabadul az állam és a vallás kötöttségeitől. Később, 1927-ben megjelent A tárgy nélküli világ (Die gegenstandslose Welt) c. könyve Nyugat-Európában német nyelven.

## Hatása
Ez a stílus, mint a geometrikus absztrakció első megjelenése a művészettörténetben, különféle non-figuratív irányzatok elméletére is hatott, melyet a neoplaszticizmus és 1946-ban a MADI követett.
2006-ban a MADI magyarországi képviselői kiállításokat, zenei, képzőművészeti fesztivált és szimmetriatudományi konferenciát szerveztek Moszkvában supreMADIsm címmel.

## Galéria

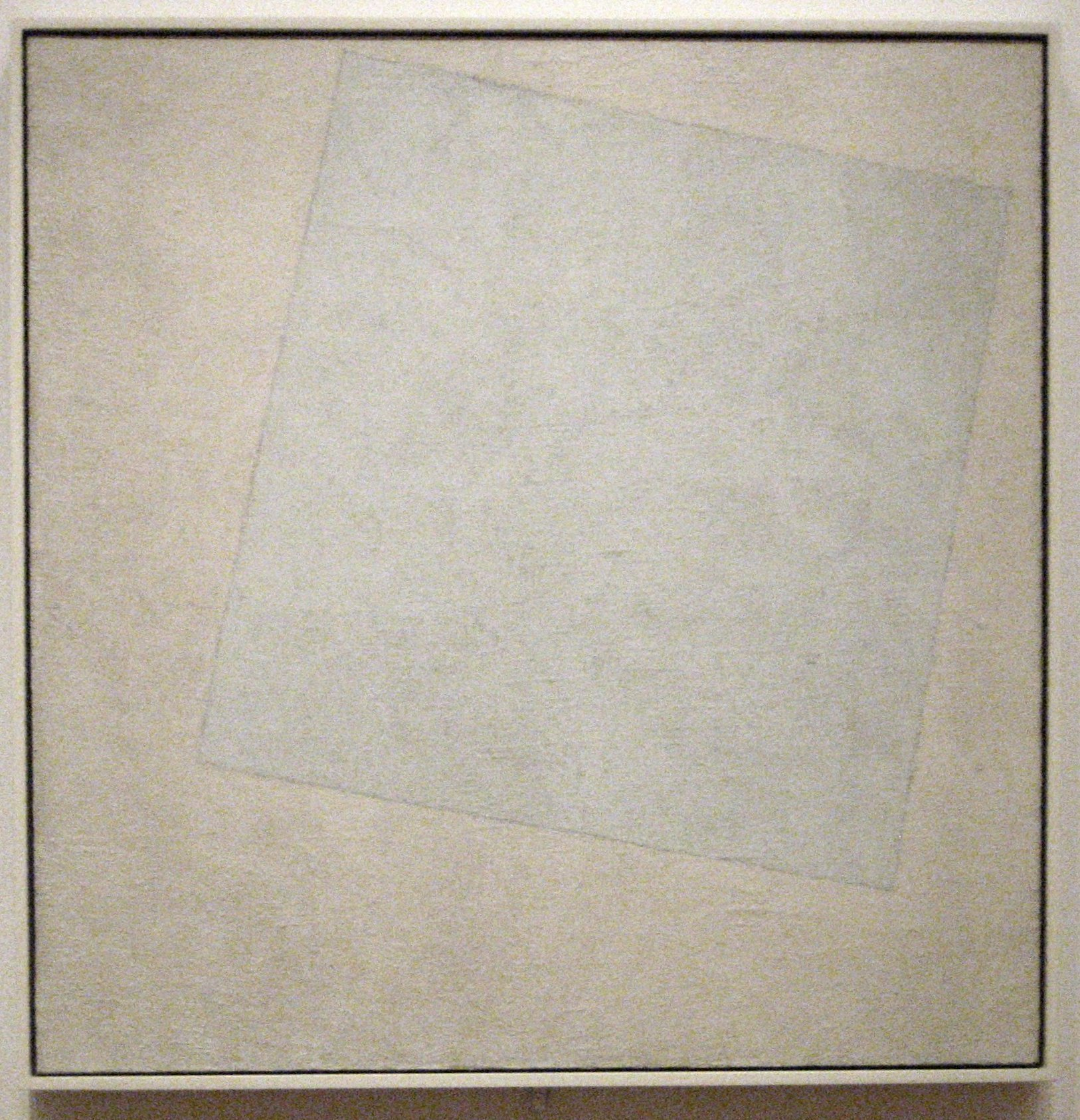
Fehér alapon fehér négyzet (1918)
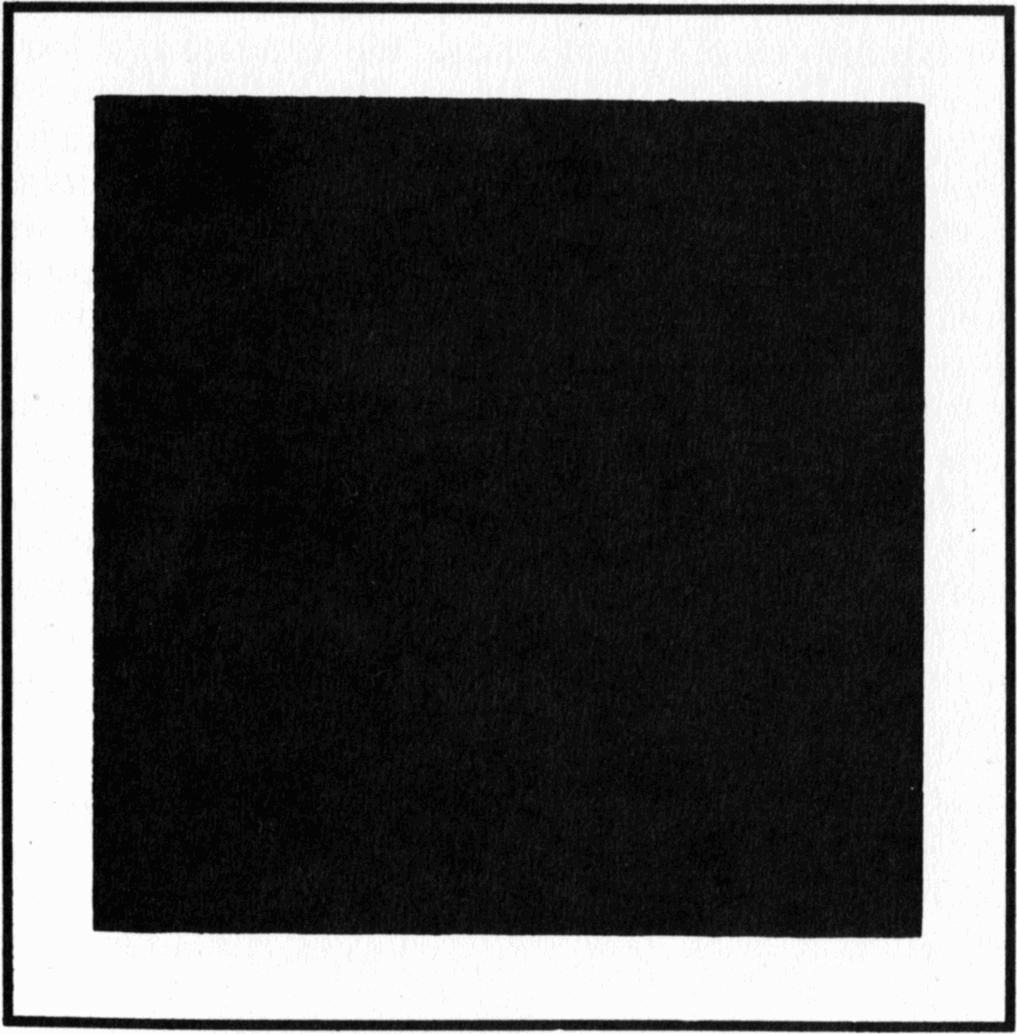
Fehér alapon fekete négyzet (1915)
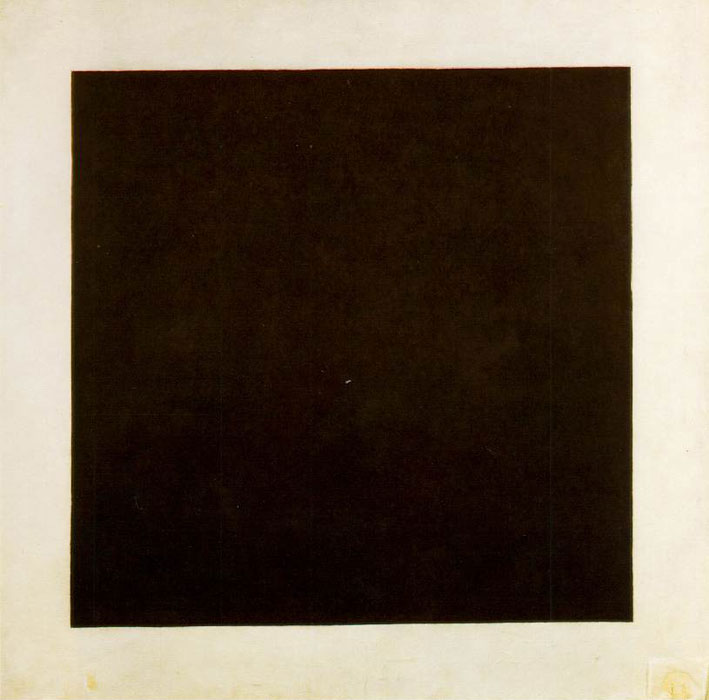
Fekete négyzet (1935)
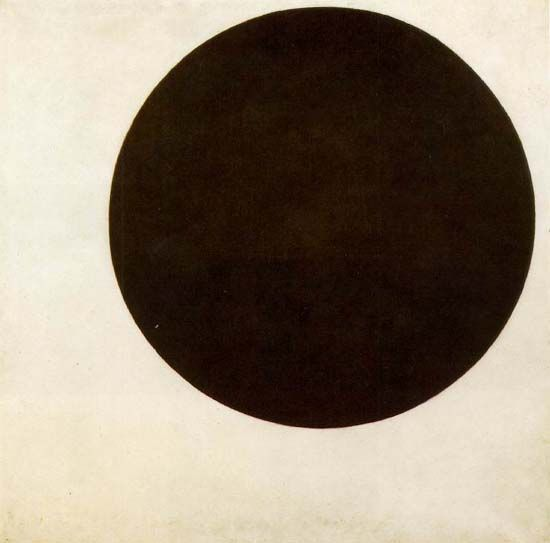
Fekete kör (1923-29)
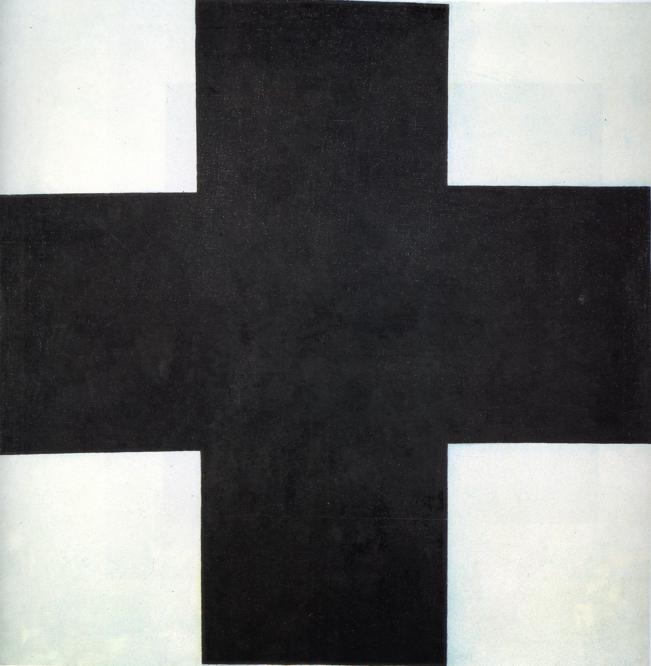
Fekete kereszt (1920)
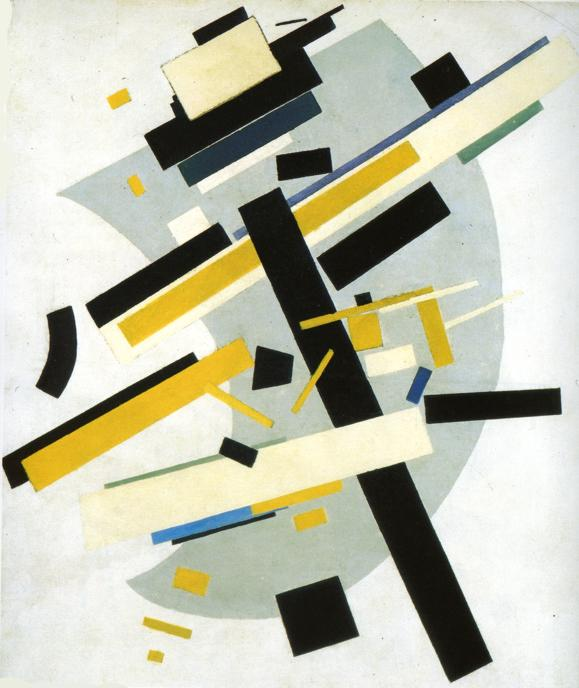
Szuprematizmus-58. Sárga és fekete (1916)
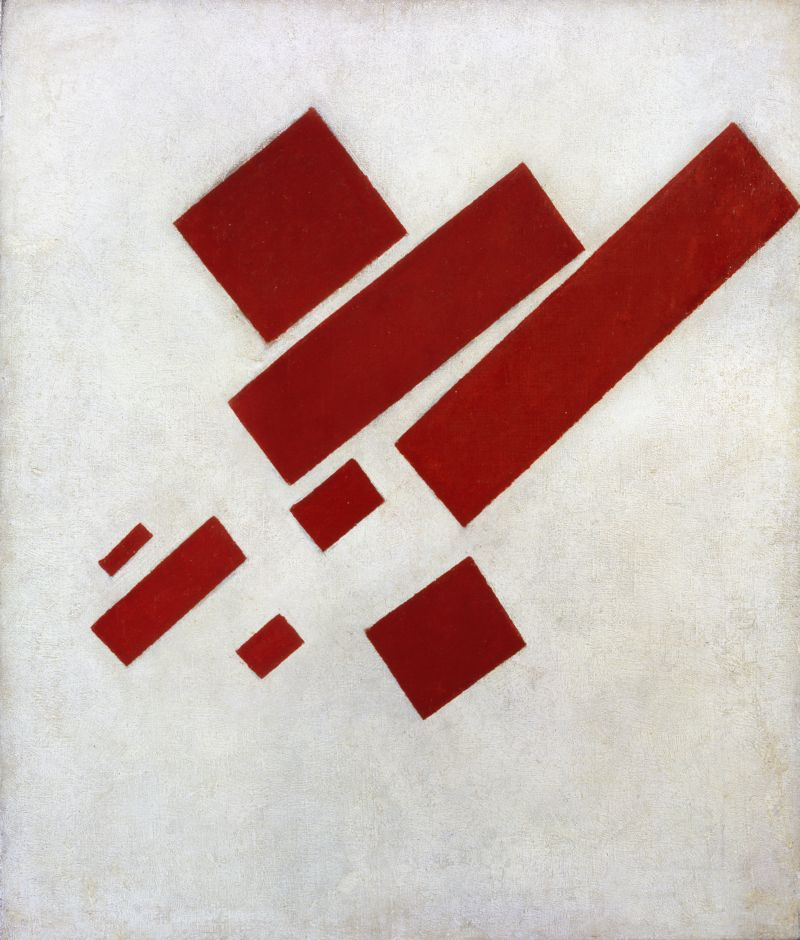
Szuprematizmus Önarckép két dimenzióban (1915)
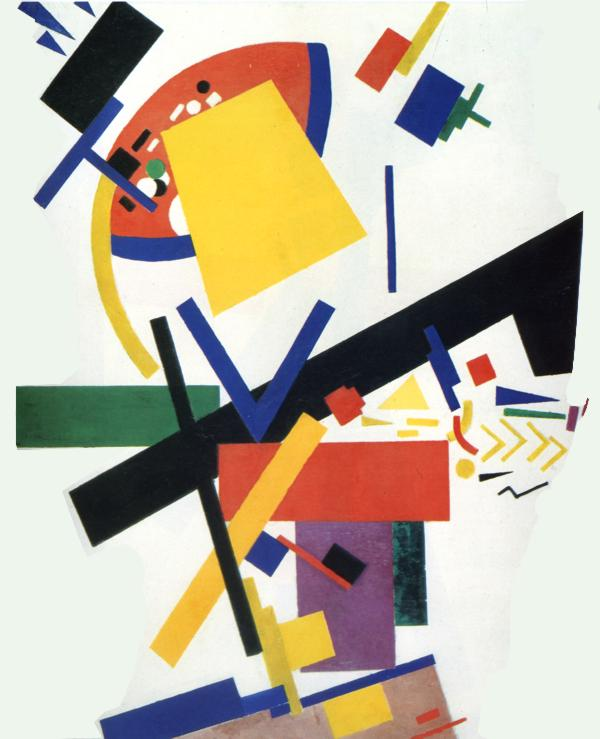
Szuprematizmus (1915)